# Vaixell d'Oseberg
El vaixell d'Oseberg —en noruec: Osebergskipet— és un drakar ben conservat descobert en un gran monticle sepulcral a la granja Oseberg, prop de Tønsberg, al comtat de Vestfold (Noruega), excavat per l'arqueòleg noruec Haakon Shetelig i l'arqueòleg suec Gabriel Gustafson durant els anys 1904-1905. Aquest vaixell és reconegut com un dels objectes més acurats que ha sobreviscut de l'era dels vikings; l'enterrament del vaixell en el túmul sepulcral data de l'any 834, però part del vaixell data del voltant de l'any 800, i el vaixell en si mateix es considera que és més antic. El vaixell i el seu contingut poden visitar-se en el Museu de Vaixells Vikings d'Oslo.
El vaixell és tipus karv, un buc tinglat construït gairebé totalment de fusta roure. Té 21,58 m de llarg i 5,10 m d'ample, amb un pal d'aproximadament 9-10 m i vela de prop de 90 m², el vaixell podria aconseguir una velocitat de fins a 10 nusos. Tenia cabuda per a 30 remers, cada costat del vaixell té 15 forats per a rems, i timó, una àncora de ferro i passarel·la. La proa i la popa estan decorades amb talles de fusta molt elaborades i complexes en l'estil Oseberg.
En la tomba, junt amb el vaixell, es van trobar els esquelets de dues dones. Una, d'uns de 60-70 anys, patia una artritis severa, a més d'altres malalties; l'altra en principi es creia que tenia uns 25-30 anys, però l'anàlisi de les arrels dentàries suggereix que era major, d'uns 50 a 55 anys. No se sap amb certesa quina de les dues era la de jerarquia superior o si una va ser sacrificada acompanyant a l'altra en la seva mort. L'opulència i el contingut de la tomba suggereixen que es tractava d'una persona de gran importància. L'anàlisi dendrocronològic de les fustes de la sepultura daten l'enterrament a la tardor de 834. Tot i que la identitat de la dona de rang elevat sigui desconeguda, s'ha suggerit que fos la reina Åsa de la dinastia Ynglingar, mare de Halfdan el Negre i àvia de Harald I de Noruega. Avui es rebutja aquesta teoria i es proposa que podria tractar-se d'una völva. També hi havia les restes d'esquelets de 14 cavalls, un bou i tres gossos dins el vaixell.
La sepultura va ser profanada en l'antiguitat, ja que falten els metalls preciosos. No obstant això, es van trobar un gran nombre d'objectes i artefactes durant les excavacions de 1904-1905. Entre ells hi havia quatre trineus decorats amb molta cura, un carro de fusta de quatre rodes ricament tallat, llits i baguls de fusta, així com l'anomenada "cubeta de Buda" (Buddha-bøtte), un ornament de llautó esmaltat en forma d'una figura asseguda amb cames creuades. També es van trobar elements més mundans, com ara eines agrícoles i domèstiques, així com certa quantitat de peces tèxtils, com peces de llana, de seda importada i petits tapissos. La sepultura d'Oseberg és un dels escassos exemples on s'han trobat teixits de l'era vikinga, i el carro de fusta és l'únic carro que s'ha trobat fins ara. Un pota d'un llit mostra un dels pocs exemples de l'ús en l'època del que s'ha anomenat símbol de valknut.

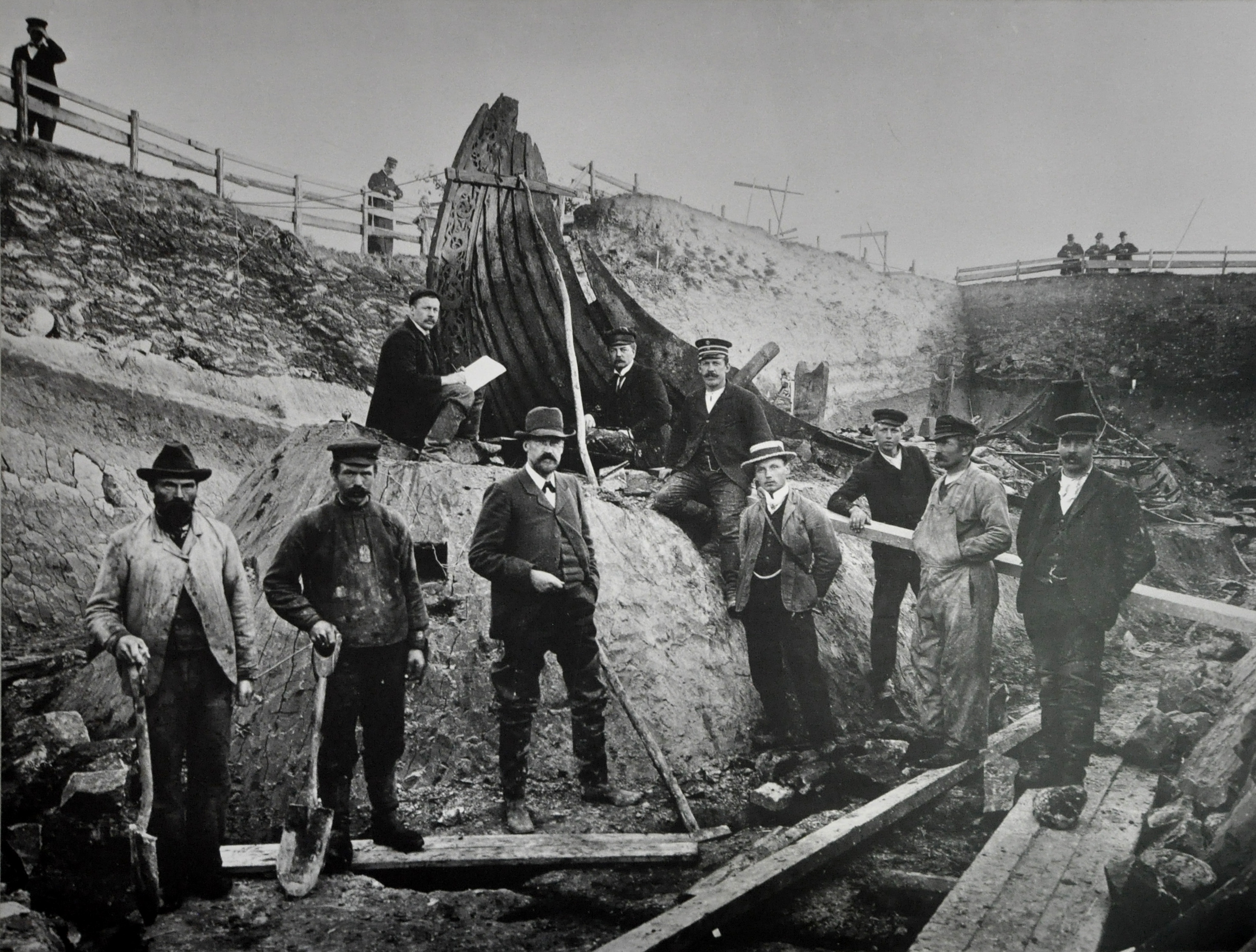
Excavacions del vaixell, 1904-5.
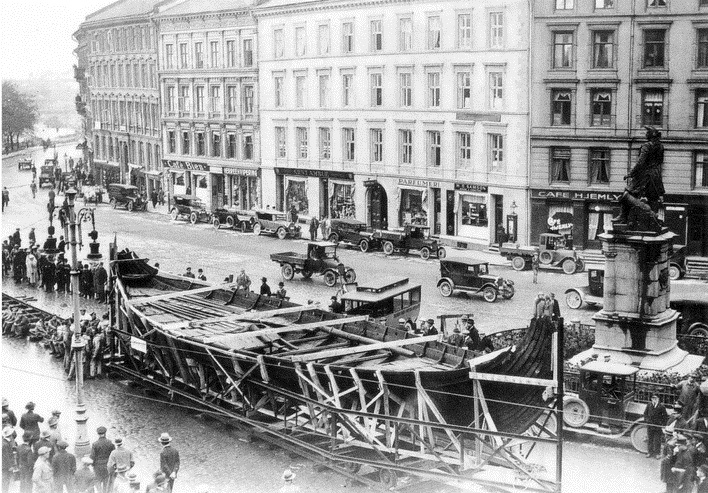
Trasllat del vaixell per rails a la seva ubicació actual, setembre de 1926.
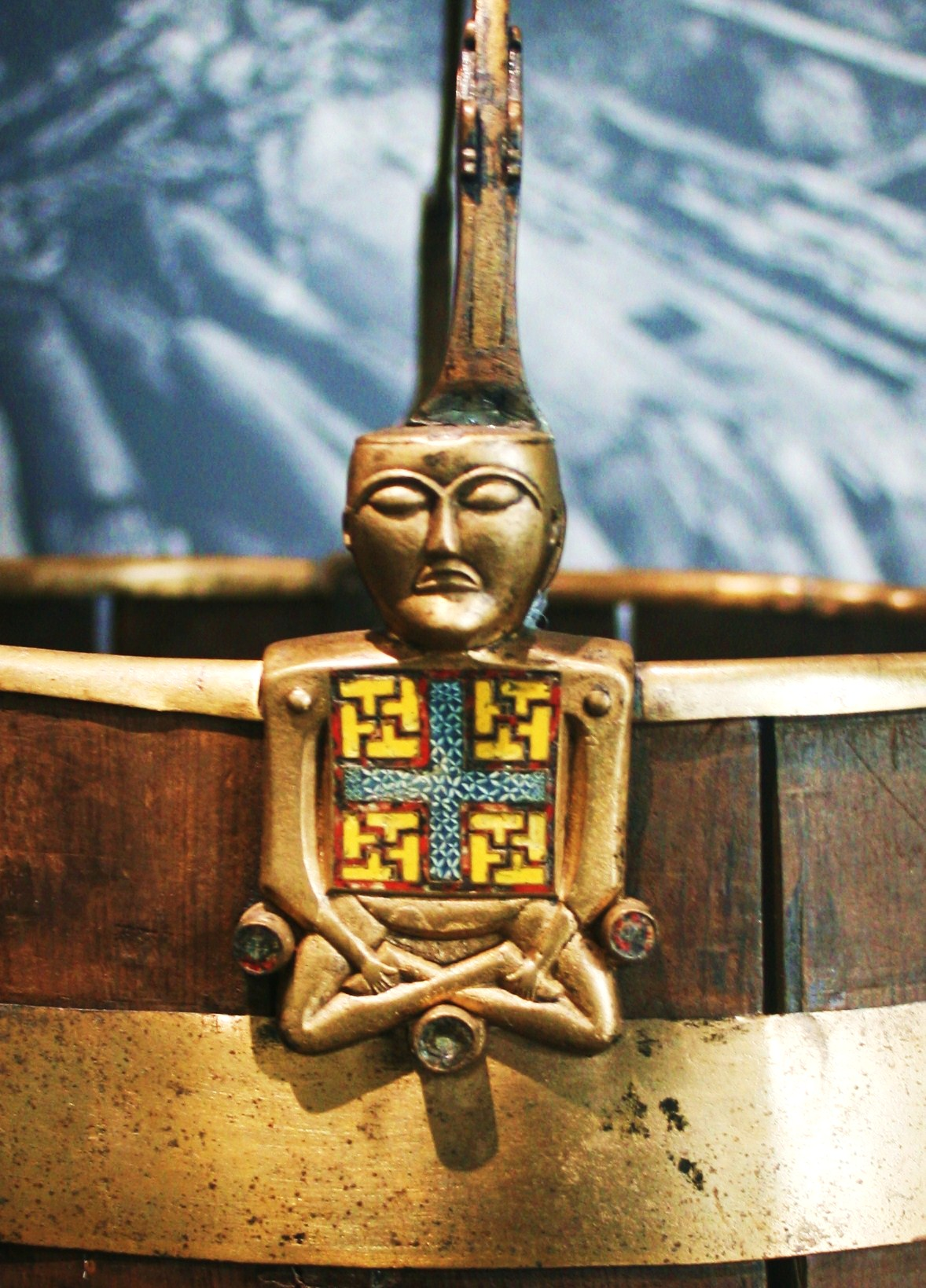
L'anomenada cubeta de Buda (Buddha-bøtte), ornament de llautó cloisonné d'un mànec.
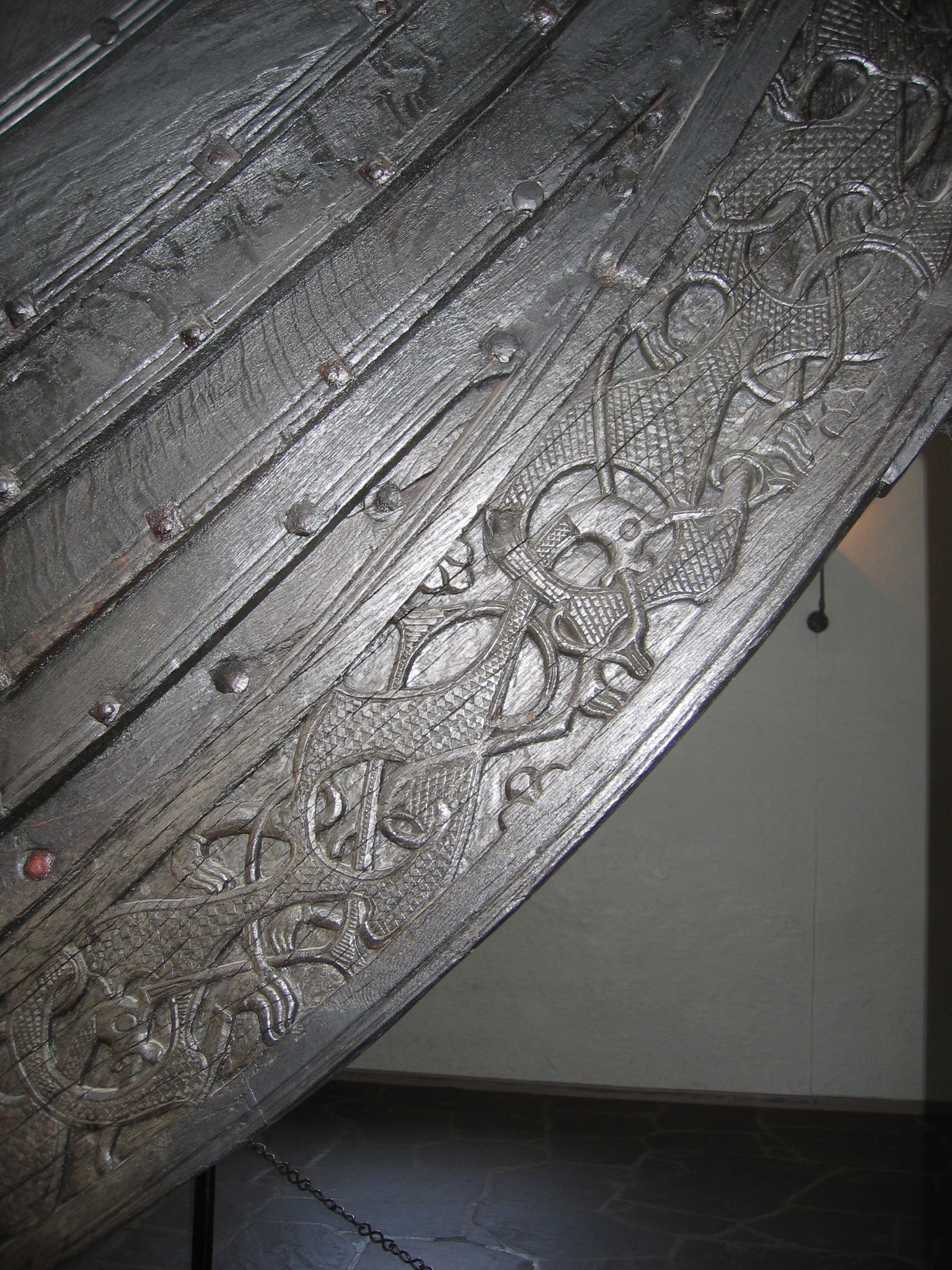
Detall de la decoració.
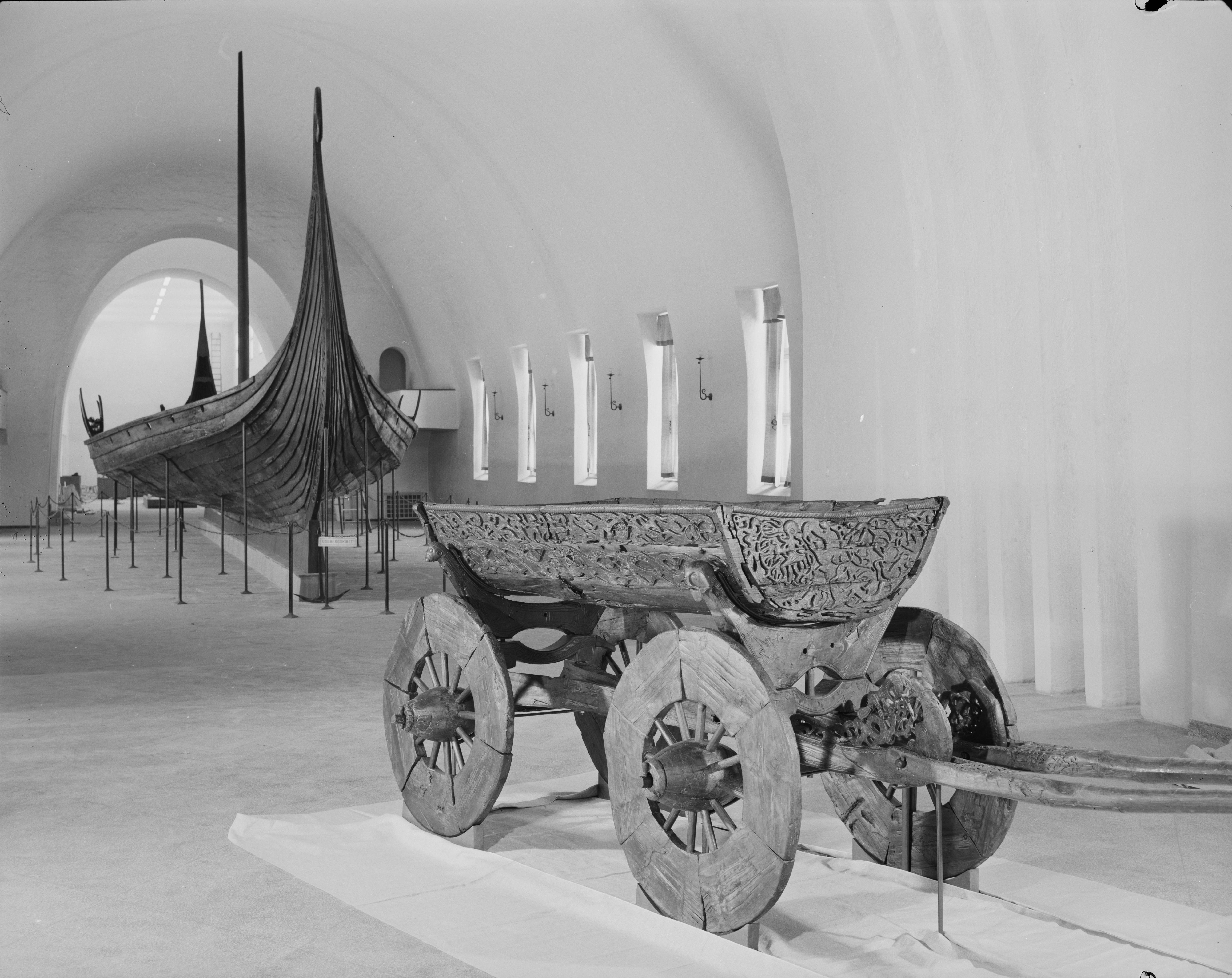
Carro viking trobat al vaixell.
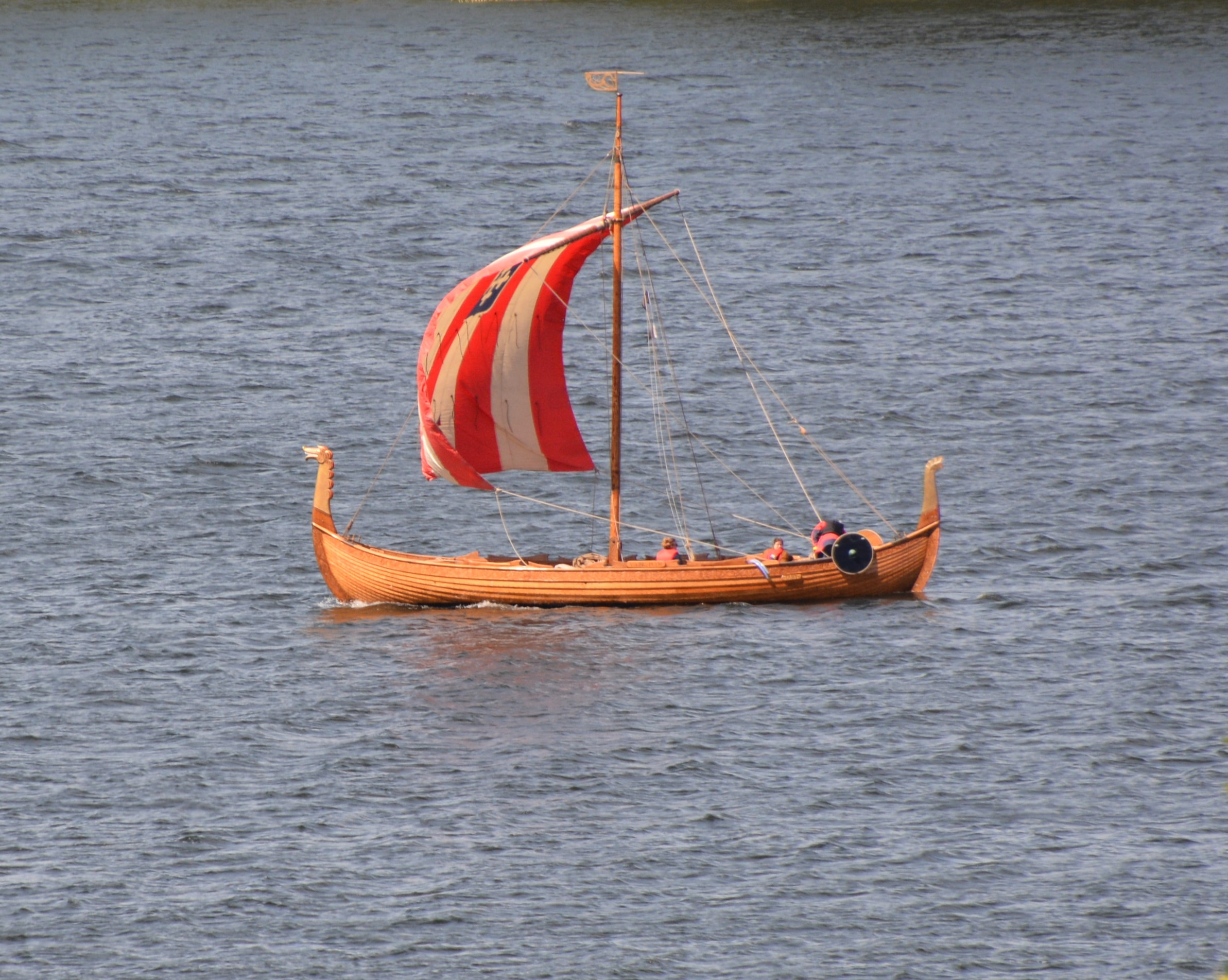
Replica del vaixell, construïda l'any 2012.